# Station Lamotte-Brebière
Station Lamotte-Brebière is een spoorwegstation in de Franse gemeente Lamotte-Brebière.